# Gordon Hodgson
Gordon Hodgson (Joanesburgo, 16 de Abril de 1904 –– Stoke-on-Trent, 14 de Junho de 1951) foi um futebolista sul-africano naturalizado britânico. Além do futebol, Hodgson também se destacou no críquete e beisebol.

## Carreira

### Futebol

#### Como jogador
Tendo jogado durante seis anos em seu país natal, a África do Sul, Hodgson foi descoberto por olheiros do Liverpool quando fazia uma excursão com seu time na época, o Transvaal. Foi levado ao clube pelo treinador Matt McQueen, assinando um contrato em 14 de dezembro de 1925, juntamente com seus conterrâneos Arthur Riley e James Gray. Sua estreia aconteceu apenas em 27 de fevereiro do ano seguinte, num empate em um gol com o Manchester City.
Seu primeiro gol saiu contra o rival Manchester United, em 10 de março, quando marcou os dois tentos do empate. Ele ainda disputou mais doze partidas, marcando quatro vezes em sua primeira temporada com a camisa do Liverpool. Já em sua segunda temporada, a primeira completa, marcou dezoito vezes durante a temporada. Porém, sua melhor temporada foi a de 1930-31, quando marcou trinta e seis gols no campeonato, batendo o recorde, superado quase trinta anos depois por Roger Hunt.
Após passar uma década na equipe de Liverpool, acabou deixando o clube, se transferindo em janeiro de 1936 para o Aston Villa, que pagou três mil libras por seu passe. Pelos Reds, disputou 358 partidas, marcando impressionantes 233 gols. Ele ainda é o recordista de hat-tricks (expressão inglesa para quem marca três vezes numa mesma partida) da história do clube vermelho, com dezessete.
Porém, permaneceu pouco tempo no Aston Villa, que na época disputava a segunda divisão inglesa, mas o bastante para marcar onze vezes em vinte e oito partidas. Ele se transferiu para o Leeds United, onde reviveu seus bons tempos de Liverpool, marcando grande número de gols, como em sua segunda temporada, onde marcou vinte e seis em trinta e oito partidas. Ainda nessa temporada, em 26 de fevereiro, marcou todos os quatro gols de sua equipe no empate contra o Everton, seu rival na época de Liverpool.
Hodgson acabou abandonando o futebol profissional com o início da Segunda Guerra Mundial. Ainda chegou a trabalhar como treinador nas categorias de base do clube durante o período.

#### Como treinador
Hodgson assumiu o comando do pequeno Port Vale em outubro de 1946, sendo sua primeira experiência como treinador. Foi também durante sua gestão que o clube mudou de seu antigo estádio, o The Old Recreation Ground, para a atual, o Vale Park. Reconhecido e respeitado por sua carreira esportiva do pré-guerra, mas também por incentivar jovens futebolistas em North Staffordshire. No entanto, ele não conseguiu construir uma equipe vitoriosa com o Port Vale, não conseguindo conseguir nenhum feito importante em sua carreira fora das quatro linhas, antes de sua morte, em 14 de junho de 1951 devido ao câncer. Ele ainda estava em seu escritório quando morreu.

### Críquete
Hodgson também poderia facilmente ter seguido a carreira de jogador de críquete, onde jogava na primeira classe, mas sua verdadeira paixão era o futebol. No entanto, apesar de sua curta carreira no críquete profissional, conseguiu disputar cinquenta e seis partidas, fazendo 244 runs e 148 wickets pelo Lancashire County, entre 1928 e 1933.

### Seleção(ões)
Hodgson disputou apenas uma partida com a camisa de sua terra natal. Foi um amistoso em 2 de novembro de 1924, contra os Países Baixos.
Porém, apesar de ter disputado uma partida com a África do Sul, defendeu três vezes a Inglaterra. Sua estreia aconteceu em 20 de outubro de 1930, no Campeonato Britânico, contra a Irlanda. Seu primeiro gol aconteceu no mesmo ano, em 22 de novembro, quando o English Team bateu o País de Gales por 4 a 0, durante o torneio britânico.